# Bruce Altman
Bruce Altman (The Bronx, 3 luglio 1955) è un attore statunitense.

## Biografia
Laureatosi alla Yale School of Drama, è sposato con l'avvocatessa Darcy McGraw, da cui ha avuto una figlia, Anna Altman (1989-2013).

## Filmografia parziale

### Cinema
- A proposito di Henry (Regarding Henry), regia di Mike Nichols (1991)
- Un uomo, una donna, una pistola (My New Gun), regia di Stacy Cochran (1992)
- Americani (Glengarry Glen Ross), regia di James Foley (1992)
- La recluta dell'anno (Rookie of the Year), regia di Daniel Stern (1993)
- Mr. Jones, regia di Mike Figgis (1993)
- Quiz Show, regia di Robert Redford (1994)
- Cronisti d'assalto (The Paper), regia di Ron Howard (1994)
- Dear Diary, regia di David Frankel (1996)
- A Gillian, per il suo compleanno (To Gillian on Her 37th Birthday), regia di Michael Pressman (1996)
- Cop Land, regia di James Mangold (1997)
- Ragazze interrotte (Girl, Interrupted), regia di James Mangold (1999)
- L.I.E., regia di Michael Cuesta (2001)
- Ipotesi di reato (Changing Lanes), regia di Roger Michell (2002)
- Il genio della truffa (Matchstick Men), regia di Ridley Scott (2003)
- Dodici e Holding (Twelve and Holding), regia di Keith J. Goldberg (2005)
- Running (Running Scared), regia di Wayne Kramer (2006)
- Sex List - Omicidio a tre (Deception), regia di Marcel Langenegger (2008)
- Bride Wars - La mia migliore nemica (Bride Wars), regia di Gary Winick (2009)
- The Skeptic, regia di Tennyson Bardwell (2009)
- Solitary Man, regia di Brian Koppelman e David Levien (2009)
- È complicato (It's Complicated), regia di Nancy Meyers (2009)
- Il buongiorno del mattino (Morning Glory), regia di Roger Michell (2010)
- Lo spaventapassere (The Sitter), regia di David Gordon Green (2011)
- Qualcosa di straordinario (Big Miracle), regia di Ken Kwapis (2012)
- La frode (Arbitrage), regia di Nicholas Jarecki (2012)
- Touched with Fire, regia di Paul Dalio (2015)
- Miracoli dal cielo (Miracles from Heaven), regia di Patricia Riggen (2016)
- Cinquanta sfumature di nero (Fifty Shades Darker), regia di James Foley (2017)
- Il rumore della vita (The Sound of Silence), regia di Michael Tyburski (2019)
- I nostri cuori chimici (Chemical Hearts), regia di Richard Tanne (2020)
- Master - La specialista, regia di Mariama Diallo (2022)

### Televisione
- Nothing Sacred – serie TV, 20 episodi (1997-1998)
- I Soprano (The Sopranos) - serie TV, episodio 4x13 (2003)
- Law & Order - I due volti della giustizia (Law & Order) - serie TV, 7 episodi (1991-2009)
- Law & Order - Unità vittime speciali (Law & Order: Special Victims Unit) - serie TV, episodio 3x03 (2001)
- Law & Order: Criminal Intent - serie TV, episodio 1x22 (2002)
- Rescue Me – serie TV, 1x07 (2004)
- Recount, regia di Jay Roach – film TV (2008)
- Modern Family - serie TV, 1 episodio (2010)
- Game Change, regia di Jay Roach - film TV (2012)
- Blue Bloods - serie TV, 10 episodi (2010-2013)
- Person of Interest - serie TV, 2 episodi (2013)
- Mr. Robot - serie TV, 4 episodi (2015)
- Ozark – serie TV, episodio 1x01 (2017)
- NCIS: Hawai'i - serie TV, episodio 1x11 (2022)
- Uncoupled - serie TV, episodio 1x07 (2022)

## Doppiatori italiani
Nelle versioni in italiano delle opere in cui ha recitato, Bruce Altman è stato doppiato da:
- Roberto Chevalier in A proposito di Henry, Mr. Jones, Mr. Robot
- Luca Biagini in Un uomo, una donna, una pistola, Law & Order - Unità vittime speciali, Blue Bloods
- Fabrizio Pucci in Suits, Show Me A Hero, Uncoupled
- Ennio Coltorti ne Il genio della truffa, Master - La specialista
- Mauro Gravina in Rescue Me, Il buongiorno del mattino
- Mario Cordova in The Good Wife, Qualcosa di straordinario
- Sergio Lucchetti in Game Change, Cinquanta sfumature di nero
- Pierluigi Astore in Chase - Scomparsa, FBI: International
- Roberto Pedicini in Law & Order - I due volti della giustizia (ep. 1x15-1x16)
- Sergio Di Giulio in Law & Order - I due volti della giustizia (ep. 4x10)
- Gaetano Varcasia in Americani
- Gil Baroni in La recluta dell'anno
- Sergio Di Stefano in Cronisti d'assalto
- Francesco Pannofino in A Gillian, per il suo compleanno
- Simone Mori in Get well soon
- Enrico Bertorelli in Law & Order: Criminal Intent
- Luigi La Monica ne I Soprano
- Massimo De Ambrosis in Running
- Luciano Roffi in Recount
- Maurizio Reti in Sex List - Omicidio a tre
- Ambrogio Colombo in Modern Family
- Oliviero Dinelli in Lo spaventapassere
- Gabriele Martini in Body of Proof
- Diego Reggente in Damages
- Gianni Giuliano in Person of Interest
- Antonio Palumbo in La frode
- Saverio Indrio in Miracoli dal cielo
- Roberto Fidecaro in Ozark
- Nicola Braile ne La fantastica signora Maisel
- Domenico Brioschi ne I nostri cuori chimici
- Paolo Marchese in NCIS: Hawai'i